# 690923 Predatu
690923 Predatu è un asteroide della fascia principale esterna. Scoperto nel 2014, presenta un'orbita caratterizzata da un semiasse maggiore pari a 3,219538 UA e da un'eccentricità di 0,086241, inclinata di 11,034757° rispetto all'eclittica.